# Gene Deitch
Eugene Merril Deitch, mais conhecido como Gene Deitch (Chicago, 8 de agosto de 1924 — Praga, 16 de abril de 2020), foi um ilustrador, animador e diretor de cinema estadunidense. É pai do quadrinista Kim Deitch.

## Biografia
Gene Deitch ganhou Óscar, trabalhando em Praga. De 1945 a 1951, Deitch foi um frequente contribuidor para a The Record Changer, uma revista de jazz. Ele produziu cartoons animados para os estúdios tais como UPA/Columbia Pictures, Terrytoons (Tom Terrific), MGM (Tom & Jerry) e Paramount Pictures (Nudnik, Popeye). Ele dirigiu, com o produtor William L. Snyder, uma série feita para curtas da TV de Krazy Kat para King Features Television de 1962 a 1964. The Bluffers, que foi baseado em uma das ideias de Deitch, foi também co-produzido por si.
De 1968 até a sua aposentadoria em 2006, Deitch foi o diretor de animação líder da organização Weston Woods / Scholastic de Connecticut, adaptando livros de imagens infantis. Seu estúdio está localizado em Praga, perto dos estúdios Barrandov, onde muitos filmes importantes foram gravados. O livro de memórias de Deitch, para o amor de Praga, baseia-se na sua experiência de ser o que ele chamou de "único americano livre que vive e trabalha em Praga durante 30 anos da ditadura do Partido Comunista".

## Prémio
Em 2003, Deitch foi premiado com o Prêmio Winsor McCay da Annie Awards pela ASIFA-Hollywood por uma contribuição vitalícia para a arte da animação.[carece de fontes?]

## Vida pessoal
Deitch conheceu sua primeira esposa, Marie, quando ambos trabalharam na North American Aviation. Casaram em 1943. Tem três filhos, Kim, Simon e Seth Deitch, que também são artistas e escritores de quadrinhos subterrâneos e quadrinhos alternativos.
Algum tempo depois de chegar em Praga em outubro de 1959, Deitch conheceu Zdenka Najmanová, gerente de produção no estúdio onde trabalhou. Eles se casaram em 1964.

## Morte
Deitch morreu no dia 16 de abril de 2020, aos 95 anos.